# Göran Rosendahl
Göran "Rosa" Rosendahl, född 28 januari 1969, är en svensk före detta bandyspelare från Uppsala som avslutade sin karriär säsongen 2009/10 i IK Sirius. Tidigare klubbar är bland annat Västerås SK och Hammarby IF. Har spelat i två ryska klubbar, SKA Neftianik och Zorkij. Hans moderklubb är Danmarks IF. Utsedd till Stor grabb 207 inom bandy. 
Efter spelarkarriären har han bland annat haft uppdrag som hjälptränare i IK Sirius samt haft en kortare sejour som huvudtränare i Hammarby IF. Han är även bandyexpert på Radiosporten.

## Källhänvisningar
1. ↑  Skabandy.ru[död länk]